# Championat der Mutterväter in Nordamerika

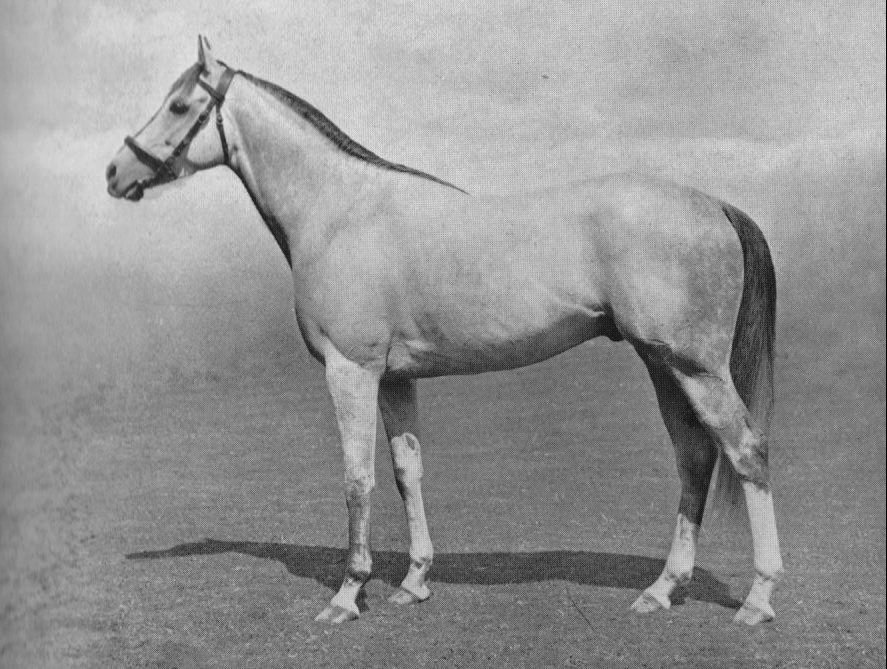
Mahmoud, Champion der Mutterväter in Nordamerika von 1957, Fotografie von Frank Griggs

Das Championat der Mutterväter in Nordamerika ist im Pferderennsport eine jährliche Auszeichnung für den erfolgreichsten Vater von Zuchtstuten.
In der Hengstliste werden die Champions der Mutterväter in Nordamerika seit 1924 aufgeführt. Die Champions der Mutterväter sind die Hengste, welche die Zuchtstuten gezeugt haben, die in einem bestimmten Jahr am erfolgreichsten waren. Der Erfolg einer Zuchtstute wird anhand der Preisgelder bewertet, welche die Nachkommen der Stute während des Beobachtungszeitraums gewannen.
Die Hengste War Admiral, Buckpasser, Northern Dancer, Secretariat und Sunday Silence sind auch in der Liste der 100 besten amerikanischen Rennpferde des 20. Jahrhunderts vertreten.

## Ausgezeichnete Hengste
Die Hengstliste führten am häufigsten folgende Hengste an: Star Shoot (5), Princequillo (8), Mr. Prospector (9) und Sir Gallahad III (12).
- 1924 – Star Shoot
- 1925 – Star Shoot
- 1926 – Star Shoot
- 1927 –
- 1928 – Star Shoot
- 1929 – Star Shoot
- 1930 – Celt
- 1931 – Fair Play
- 1932 – Broomstick
- 1933 – Broomstick
- 1934 – Fair Play
- 1935 – Wrack
- 1936 – High Time
- 1937 – Sweep
- 1938 – Fair Play
- 1939 – Sir Gallahad III
- 1940 – High Time
- 1941 – Sweep
- 1942 – Chicle
- 1943 – Sir Gallahad III
- 1944 – Sir Gallahad III
- 1945 – Sir Gallahad III
- 1946 – Sir Gallahad III
- 1947 – Sir Gallahad III
- 1948 – Sir Gallahad III
- 1949 – Sir Gallahad III
- 1950 – Sir Gallahad III
- 1951 – Sir Gallahad III
- 1952 – Sir Gallahad III
- 1953 – Bull Dog
- 1954 – Bull Dog
- 1955 – Sir Gallahad III
- 1956 – Bull Dog
- 1957 – Mahmoud
- 1958 – Bull Lea
- 1959 – Bull Lea
- 1960 – Bull Lea
- 1961 – Bull Lea
- 1962 – War Admiral
- 1963 – Count Fleet
- 1964 – War Admiral
- 1965 – Roman
- 1966 – Princequillo
- 1967 – Princequillo
- 1968 – Princequillo
- 1969 – Princequillo
- 1970 – Princequillo
- 1971 – Double Jay
- 1972 – Princequillo
- 1973 – Princequillo
- 1974 – Olympia
- 1975 – Double Jay
- 1976 – Princequillo
- 1977 – Double Jay
- 1978 – Crafty Admiral
- 1979 – Prince John
- 1980 – Prince John
- 1981 – Double Jay
- 1982 – Prince John
- 1983 – Buckpasser
- 1984 – Buckpasser
- 1985 – Speak John
- 1986 – Prince John
- 1987 – Hoist The Flag
- 1988 – Buckpasser
- 1989 – Buckpasser
- 1990 – Grey Dawn II
- 1991 – Northern Dancer
- 1992 – Secretariat
- 1993 – Nijinsky
- 1994 – Nijinsky
- 1995 – Seattle Slew
- 1996 – Seattle Slew
- 1997 – Mr. Prospector
- 1998 – Mr. Prospector
- 1999 – Mr. Prospector
- 2000 – Mr. Prospector
- 2001 – Mr. Prospector
- 2002 – Mr. Prospector
- 2003 – Mr. Prospector
- 2004 – Dixieland Band
- 2005 – Mr. Prospector
- 2006 – Mr. Prospector
- 2007 – Deputy Minister
- 2008 – Sadler’s Wells
- 2009 – Sadler’s Wells
- 2010 – Sadler’s Wells
- 2011 – Danehill
- 2012 – Storm Cat
- 2013 – Storm Cat
- 2014 – Storm Cat
- 2015 – A.P. Indy
- 2016 – Sunday Silence
- 2017 – Distorted Humor
- 2018 – Giant’s Causeway
- 2019 – Sunday Silence
- 2020 – A.P. Indy
- 2021 – A.P. Indy
- 2022 – Bernardini